# Tolhuin Lago Fagnano Airport
Tolhuin Lago Fagnano Airport är en flygplats i Argentina.   Den ligger i provinsen Eldslandet, i den södra delen av landet, 2 300 km söder om huvudstaden Buenos Aires. Tolhuin Lago Fagnano Airport ligger 110 meter över havet.
Terrängen runt Tolhuin Lago Fagnano Airport är varierad. Runt Tolhuin Lago Fagnano Airport är det mycket glesbefolkat, med 6 invånare per kvadratkilometer.. Närmaste större samhälle är Kaiken, 4,1 km söder om Tolhuin Lago Fagnano Airport.
Trakten runt Tolhuin Lago Fagnano Airport består i huvudsak av gräsmarker.